# 2285 Ron Helin
2285 Ron Helin eller 1976 QB är en asteroid i huvudbältet som upptäcktes den 27 augusti 1976 av den amerikanska astronomen Schelte J. Bus vid Siding Spring-observatoriet. Den är uppkallad efter Ronald P. Helin, make till den amerikanska astronomen Eleanor F. Helin.
Den tillhör asteroidgruppen Flora.